# Ministerio de Desarrollo Social (Paraguay)
El Ministerio de Desarrollo Social es un organismo del estado paraguayo, dependiente del Poder Ejecutivo de la nación. Su misión es contribuir al desarrollo social equitativo de personas, familias y comunidades. Actualmente el ministro es Lic. Miguel Tadeo Rojas, quien fue nombrado por el presidente Santiago Peña.

## Lista de ministros
| N.º | Ministro           | Mandato              | Mandato              | Presidente         |
| --- | ------------------ | -------------------- | -------------------- | ------------------ |
| 1   | Mario Varela       | 15 de agosto de 2018 | 24 de enero de 2023  | Mario Abdo Benítez |
| 2   | Cayo Cáceres       | 24 de enero de 2023  | 15 de agosto de 2023 | Mario Abdo Benítez |
| 3   | Miguel Tadeo Rojas | 15 de agosto de 2023 | En el cargo          | Santiago Peña      |